# Koellensteinia eburnea
Koellensteinia eburnea är en orkidéart som först beskrevs av João Barbosa Rodrigues, och fick sitt nu gällande namn av Rudolf Schlechter. Koellensteinia eburnea ingår i släktet Koellensteinia och familjen orkidéer. Inga underarter finns listade i Catalogue of Life.